# Melodifestivalen 1986

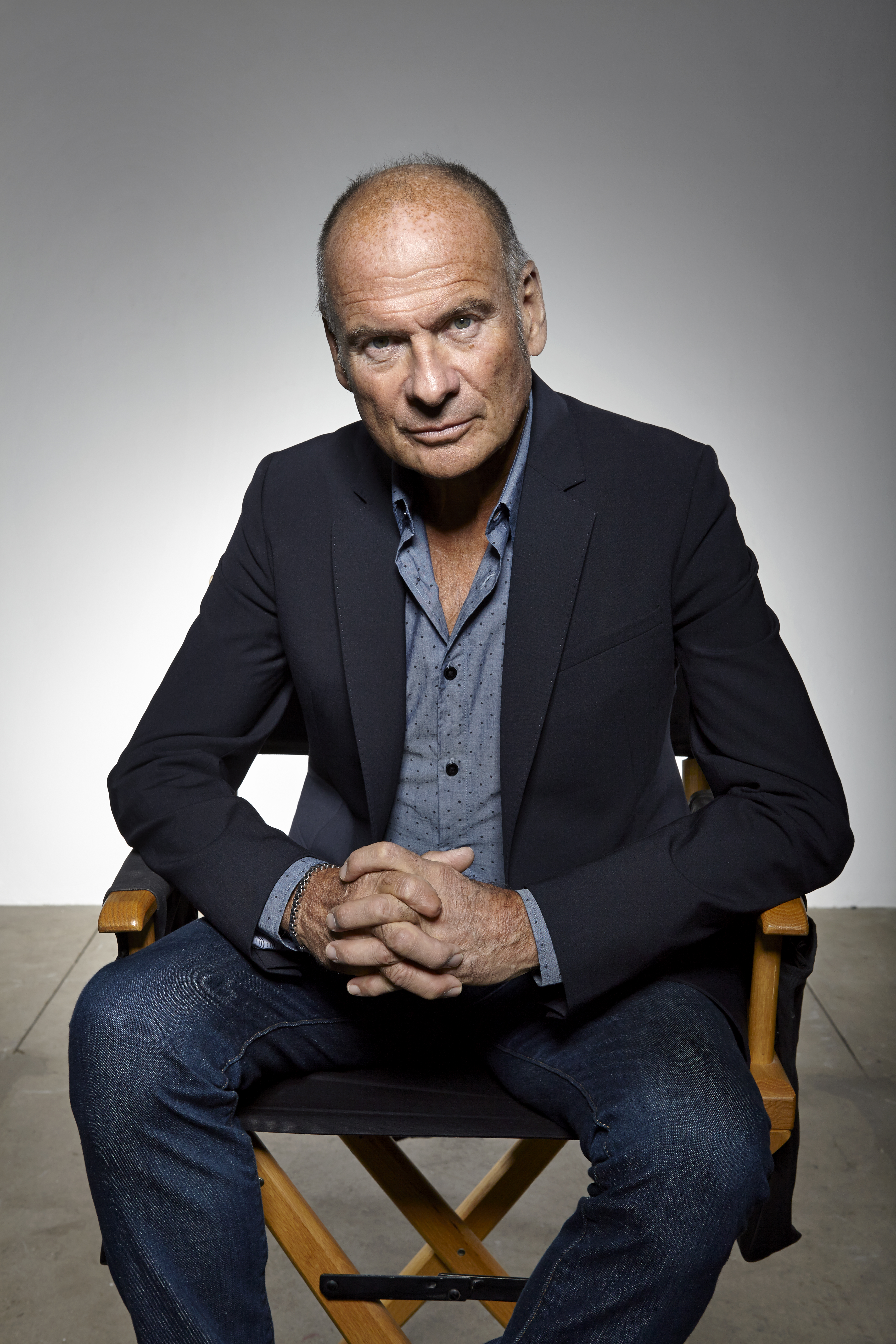
Lasse Holm (bilden) och Monica Törnell vann Melodifestivalen 1986.

Melodifestivalen 1986 var den 26:e upplagan av musiktävlingen Melodifestivalen och samtidigt Sveriges uttagning till Eurovision Song Contest 1986. 
Finalen hölls på Cirkus i Stockholm den 22 mars 1986, där melodin "E' de' det här du kallar kärlek", framförd av Lasse Holm & Monica Törnell, vann genom att ha fått högst poäng av jurygrupperna. Stockholm fick stå värd, vilket man inte hade fått göra de fem senaste åren. Upplägget med en finalkväll med två röstningsomgångar behölls liksom poängsystemet. För andra året i rad hade man gjort en större budgetnedskärning vilket gjorde att man i den första tävlingsomgången bara visade videor och att man för andra året i rad använde play-backmusik.
E' de' det här du kallar kärlek fick sedan representera Sverige i ESC 1986 som arrangerades i Bergen i Norge den 3 maj 1986.

## Tävlingsupplägg[1]
Efter 1975 års Eurovision Song Contest, då Sverige stod värd första gången, tvingades man avstå tävlan året därpå eftersom tävlingen ätit upp en stor del av televisionens budget. Efter att ha stått värd igen tio år senare behövde man inte stå över ett år, däremot hade Eurovisionen satt sina spår och tävlingen behölls därför bantad, precis som den hade gjorts året innan. Däremot hade faktiskt Sveriges Television planer på att införa semifinaler det här året, men det togs bort efter allmänna protester. Dessa kom istället att införas sexton år senare. Bantningen märktes i att man för andra året inte hade någon orkester och att deltagarna framförde sina sånger genom videos (i den första omgången) för att först i den andra omgången sjunga med play-backmusik.
Istället för semifinaler valde man att behålla systemet med en finalkväll med tio bidrag som tävlade i två omgångar (som man hade haft sedan festivalen 1982). För femte året i rad användes således detta system. För andra gången sedan 1981 fick inte programmet en egen kväll i tv-tablån, utan ingick istället i tv-programmet Razzel. Därför fick den ordinarie programledaren för det programmet, Tommy Engstrand, vara med och presentera bidragen i festivalen samtidigt, även om det var Lennart Swahn som var huvudprogramledare (Engstrand var bara med i den andra delen av programmet).
För att hitta de tio tävlande bidragen gjordes en allmän inskickning av bidrag till televisionen. Likt tidigare år skulle man dock skicka sina bidrag via ett musikförlag, som i sin tur valde ut vilka bidrag som de ville skicka in till televisionens urvalsjury. När Sveriges Television mottagit ett okänt antal bidrag fick juryn lyssna igenom dessa och valde ut de tio finalisterna.

### Återkommande artister
| Artist                                | Tidigare år (med placering) (Melodifestivalen) | Tidigare år (med placering) (ESC) |
| ------------------------------------- | ---------------------------------------------- | --------------------------------- |
| Dan Tillberg                          | 1985 (2:a)                                     | –                                 |
| Lasse Holm (Duett med Monica Törnell) | 19781 (2:a), 19802 (4:a), 19813 (2:a)          | –                                 |

1 1978 tävlade Lasse Holm tillsammans med Kikki Danielsson och gruppen Wizex.

2 1980 tävlade Lasse Holm tillsammans med Kikki Danielsson i duon Chips. Då Chips vann festivalen 1982 var han inte tävlande på scenen utan endast låtskrivare.

3 1981 tävlade Lasse Holm tillsammans med Kikki Danielsson, Elisabeth Andreasson och Tania i gruppen Sweets 'n Chips.

### Övrigt
- I Git Perssons video medverkade Jan Guillou utklädd till vampyr och i Dan Tillbergs video medverkade en barnkör, och ett av dessa barn skulle själv senare bli en mycket populär artist; Stephen Simmonds. Anna Book hade själv en gammal barndomsvän som kysste henne i slutet av videon till ABC.
- En av låtskrivarna bakom Karin Risbergs Stopp, stopp, stanna var Kjell Löfbom, mer känd som Kee Marcello i hårdrocksgruppen Europe, som samma år fick en dunderhit med The Final Countdown.
- Bert Karlsson hade fyra låtar med (vinnarlåten E' de' det här du kallar kärlek, Kärleken är evig, Jag har en dröm och Fem i tolv) och det innebar femte raka segern för honom.
- Två bidrag i finalen hade nästan samma titel: ABCD med Dan Tillberg och ABC med Anna Book.
- Efter finalen delades även "Razzel-juryns pris" ut och det tillföll "Dover-Calais" med Style. De erhöll blommor och diplom.

## Finalkvällen
Finalen av festivalen 1986 direktsändes i TV1 den 22 mars 1986 kl. 20.00-22.30 från Cirkus i Stockholm. Programledare var Lennart Swahn (endast Swahn presenterades först som programledare, men då Swahn sagt fel flera gånger och inte lyssnat efter svar kallades Tommy Engstrand in i direktsändningen). Likt festivalen 1971 och 1981 sändes programmet som en del av underhållningsprogrammet Razzel. Scendekoren bestod av "fejk-fönster", vinröda gardiner och ett bord där Swahn stod och intervjuade artisterna och låtskrivarna, innan följande bidrag skulle visas upp. De nio åldersindelade jurygrupperna behölls även det här året, dock med förändringen att de bantades ned från nio till fem personer per jurygrupp.
Finalen var likt de senaste årens modell ett tvåomgångssystem. I den första omgången visades de tio tävlande bidragen upp genom musikvideor varpå jurygrupperna gjorde en sluten omröstning om vilka fem de ville se vidare i tävlingen. Jurygrupperna fick dock aldrig se videoklippen utan röstade genom att lyssna på melodierna. De fem bidragen som fick högst totalpoäng gick vidare till den andra omgången, resterande bidrag blev oplacerade. Därefter nollställdes resultatet och den andra omgången påbörjades. De fem som gått vidare fick nu framföra sina bidrag live och jurygrupperna gjorde en andra röstningsomgång. Vinnaren blev den som nu fått högst totalpoäng. Precis som året innan gav jurygrupperna 8 poäng till sin favorit, 6 poäng till sin tvåa, 4 poäng till sin trea, 2 poäng till sin fyra och 1 poäng till sin femma. Därmed fick alla fem bidrag minst ett poäng av varje jurygrupp.
Denna final kantades av missöden och tekniska problem. Flera gånger syntes personer som jobbade inom produktionen i bild och dessutom fick två upphovsmän (Gigi Hamilton och Ingela "Pling" Forsman) sina efternamn felupplästa av programledaren Lennart Swahn. Swahn drog också ett antal vitsar om vissa deltagare, vilket senare togs upp i TV-programmet 100 höjdare.

### Första omgången

#### Startlista
Nedan listas bidragen i startordning i den första omgången. Bidrag med beige bakgrund tog sig till andra omgången.
Resterande låtar placerade sig på delad sjätte plats.
| Nr | Artist                      | Låt                             | Upphovsmän (Text & musik)                                           | Anmärkning |
| -- | --------------------------- | ------------------------------- | ------------------------------------------------------------------- | ---------- |
| 1  | Dan Tillberg                | ABCD                            | Ingela 'Pling' Forsman (t), Dan Tillberg (m), Svante Persson (m)    | Utslagen   |
| 2  | Git Persson                 | Du förför mig                   | Lotta Winberg (t), Anders Berglund (m)                              | Utslagen   |
| 3  | Style                       | Dover-Calais                    | Tommy Ekman (tm), Christer Sandelin (tm)                            | Till Final |
| 4  | Lasse Holm & Monica Törnell | E' de' det här du kallar kärlek | Lasse Holm (tm)                                                     | Till Final |
| 5  | Anna Book                   | ABC                             | Keith Almgren (t), Martin Contra (m), Björn Frisén (m)              | Till Final |
| 6  | Sound of Music              | Eldorado                        | Peter Grönvall (tm), Angelique Widengren (tm), Nanne Nordqvist (tm) | Till Final |
| 7  | Baden-Baden                 | Jag har en dröm                 | Martin Contra (tm), Björn Frisén (t), Keith Almgren (t)             | Utslagen   |
| 8  | Fredrik                     | Fem i tolv                      | Monica Forsberg (t), Jocke Bergman (m)                              | Utslagen   |
| 9  | Lena Philipsson             | Kärleken är evig                | Per Gessle (t), Torgny Söderberg (m)                                | Till Final |
| 10 | Karin Risberg               | Stopp, stopp, stanna            | Peo Thyrén (t), Kjell Löfbom (Kee Marcello) (m)                     | Utslagen   |

### Andra omgången

#### Poäng och placeringar
| Nr | Låt                             | 15-20 | 21-25 | 26-30 | 31-35 | 36-40 | 41-45 | 46-50 | 51-55 | 56-60 | Summa | Plac. |
| -- | ------------------------------- | ----- | ----- | ----- | ----- | ----- | ----- | ----- | ----- | ----- | ----- | ----- |
| 3  | Dover-Calais                    | 8     | 6     | 1     | 1     | 1     | 4     | 4     | 2     | 6     | 33    | 3     |
| 4  | E' de' det här du kallar kärlek | 6     | 8     | 8     | 6     | 6     | 6     | 8     | 8     | 8     | 64    | 1     |
| 5  | ABC                             | 1     | 1     | 2     | 4     | 2     | 2     | 6     | 4     | 2     | 24    | 5     |
| 6  | Eldorado                        | 2     | 4     | 6     | 2     | 4     | 1     | 2     | 1     | 4     | 26    | 4     |
| 9  | Kärleken är evig                | 4     | 2     | 4     | 8     | 8     | 8     | 1     | 6     | 1     | 42    | 2     |

## Eurovision Song Contest
Efter 25 försök (varav sex sistaplatser) lyckades Norge vinna Eurovision Song Contest och fick därmed arrangera Eurovisionen år 1986. Tävlingen förlades till Bergen den 3 maj 1986. Det här året debuterade Island och både Jugoslavien och Nederländerna var tillbaka igen efter ett års uppehåll. Samtidigt valde Grekland och Italien att inte medverka det här året. Totalt tävlade 20 länder om segern. 
Flera spännande saker skedde det här året. För första gången bad ett par artister på scenen (bl.a. Sverige) publiken att klappa i takt till musiken. För första gången framförde också ett land sin låt iförda regnjackor. Tävlingen blev dock dramatisk då Kronprinsessan Sonja av Norge blev överfallen och fick en ofarlig vätska på sig av en demonstrant utanför arenan. Demonstranten greps medan tävlingen kunde börja utan problem. Inga större tekniska missöden skedde under själva tävlingsmomentet. 
Sverige tävlade som nummer sjutton (av tjugo länder) och slutade efter juryöverläggningarna på femte plats med 78 poäng. Belgien tog hem segern för första gången med 176 poäng, följt av Schweiz på 140 poäng och Luxemburg på 117 poäng. Efter finalen uppstod rabalder då det framkommit att segraren för Belgien, Sandra Kim, ljugit om sin ålder. På förhand sades det att hon var 15 år vid framförandet, men det framkom i efterhand att hon bara var 13 år gammal. Därmed blev hon den yngste deltagare som har vunnit Eurovisionen. Eftersom man numera måste vara minst 16 år för att få delta kommer hennes rekord heller aldrig att kunna slås (såvida inte regeln ändras). Schweiz, som kom tvåa, försökte få låten diskvalificerad, men utan resultat. För andra året i rad vann bidraget som fick startnummer tretton.

### Fotnoter
1. ↑  ”Melodifesitvalen 1986”. Sveriges Television. https://www.svt.se/melodifestivalen/melodifesitvalen-1986/. Läst 22 oktober 2012.
2. ↑  ”Lennart Swahn”. YouTube. 25 december 2006. http://www.youtube.com/watch?v=Avqw-I99z-M. Läst 14 april 2012.